# Gebrüder Weiss-Oberndorfer
Gebrüder Weiss–Oberndorfer (código da equipe na UCI: GWO) é uma equipe de ciclismo continental com sede na Áustria. Criada em 2008 sob o nome Arbö–KTM–Junkers, a equipe compete em provas dos Circuitos Continentais da UCI.